# جورج فافر
جورج فافر (بالفرنسية: Georges Favre)‏ هو عالم موسيقى وملحن فرنسي، ولد في 26 يوليو 1905 في سانتس في فرنسا، وتوفي في 25 أبريل 1993 في باريس في فرنسا.